# ウラカ・サンチェス・デ・パンプローナ
ウラカ・サンチェス・デ・パンプローナ（スペイン語：Urraca Sánchez de Pamplona, ? - 956年6月23日）は、パンプローナ王サンチョ・ガルセス1世とトダ・デ・パンプローナの娘 。

## 結婚と子女
932年、ウラカはレオン王ラミロ2世と結婚した。ラミロ2世にとってウラカは2番目の妃であった。この結婚で以下の2子が生まれた。
- サンチョ1世（935年 - 966年）[3] - 異母兄オルドーニョ3世のあとレオン王となる
- エルビラ・ラミレス（934年頃 - 986年頃）[3] - 若年よりサン・サルバドール・デ・パラト・デル・レイ修道院の修道女となる

## 墓
ウラカは956年に死去し、他のアストゥリアス家の成員とともにオビエド大聖堂のヌエストラ・セニョーラ・デル・レイ・カスト礼拝堂の石墓に埋葬された。以下の碑文がウラカの墓に刻まれている。
HIC REQUIESCIT FAMVLA DEI URRACA REGINA ET CONFA. UXOR DOMINI RAMIRI PRINCIPIS ET OBIIT DIE II FAIR TIME XI. VIII KALEN. JULIAS IN ERA DCCCCLV IIII
その後、18世紀ウラカの遺骨はレイ・カスト礼拝堂にある王室霊廟の壷に入れられ、現在ではウラカの遺骨を識別することが不可能となっている。